# Coronet Peak (Antarktika)
Der Coronet Peak (englisch für Diademspitze) ist ein 2175 m hoher Berg im ostantarktischen Viktorialand. Er ragt am südöstlichen Ene der Bowers Mountains an der Ostseite des Mündungsgebiets des Leap Year Glacier auf.
Zwei Teilnehmer einer von 1967 bis 1968 durchgeführten Kampagne der New Zealand Geological Survey Antarctic Expedition bestiegen den Berg und gaben ihm einen deskriptiven Namen.